# .cs
.cs fue por varios años el dominio de nivel superior geográfico (ccTLD) para Checoslovaquia. Sin embargo, el país se dividió en la República Checa y Eslovaquia en 1993, y pronto recibieron sus propios ccTLDs: .cz y .sk respectivamente. El uso de .cs fue gradualmente desfasado, y el ccTLD fue borrado alrededor de enero de 1995.
.cs es el dominio de nivel superior de mayor uso que ha sido borrado. Las estadísticas del Centro de Coordinación de Redes RIPE muestran que incluso para junio de 1994, luego de numerosas conversiones a .cz y .sk, .cs aún tenía más de 2300 usuarios. Comparativamente, otros ccTLDs eliminados (.nato y .zr) posiblemente nunca alcanzaron las decenas.
CS es ahora el código ISO 3166-1 para Serbia y Montenegro. Empero, la nación continúa usando .yu como su ccTLD. IANA ha revertido .cs para Serbia y Montenegro, aunque sin organizaciones patrocinadores asignadas. Sin embargo, debido a la reciente declaración de independencia de Serbia y Montenegro, es improbable que el cambio de .yu ocurra en un futuro cercano.